# Menasha
Menasha é uma cidade localizada no estado norte-americano de Wisconsin, no Condado de Calumet e Condado de Winnebago.

## Demografia
Segundo o censo norte-americano de 2000, a sua população era de 16.331 habitantes.
Em 2006, foi estimada uma população de 16.709, um aumento de 378 (2.3%).

## Geografia
De acordo com o United States Census Bureau tem uma área de
17,3 km², dos quais 13,6 km² cobertos por terra e 3,7 km² cobertos por água.

## Localidades na vizinhança
O diagrama seguinte representa as localidades num raio de 16 km ao redor de Menasha.